# Ivane Bagration-Grouzinski
Jean II

Armoiries des princes de Géorgie

Ivane Grigorievitch Bagration-Grouzinski (géorgien : იოანე გრუზინსკი), dit Jean II de Géorgie, né le 24 juin 1826 et mort le 15 septembre 1880, est un prince géorgien et un général russe.

## Biographie
Né le 24 juin 1826 en Géorgie, à l'époque dans l'Empire russe, Ivane (Ioan) est le fils du prince Grigol Ivanovitch de Géorgie, proclamé roi de Géorgie en 1812, et de son épouse, la comtesse Varvara Feodorovna Bukrinsky.
Après les décès successifs de son grand-père Ioane, le 15 février 1830, et de son père le 21 septembre suivant, Ivane se retrouve aîné de la famille des Bagrations et ainsi prétendant au trône de Géorgie.
Éduqué, comme son cousin Davit, avec les princes de sang russes, il est choisi par le tsar comme lieutenant du régiment cavalier de la Garde impériale en 1848, à l'âge de vingt-deux ans. Le 6 mai 1833, il reçoit le titre de Grouzinski (de Géorgie) de la part de la Cour de Russie avant de recevoir le prédicat d'Altesse royale le 1er août 1865, en même temps que ses cousins. 
Il meurt le 15 septembre 1880 à Saint-Pétersbourg, en désignant comme successeur son cousin Davit Bagration-Grouzinski, déshéritant ainsi ses sœurs Kéthévane et Ekaterine Gruzinskaya.

### Famille
Ivane Grigorievitch épouse le 26 septembre 1850 la princesse Ekaterina Pavlovna von der Pahlen, fille du comte Paul Karl Ernst Wilhelm Philippe von der Pahlen. Il n'a pas d'enfants de cette union.